# بی.ال. استرایکر
بی. ال. استرایکر (انگلیسی: B.L. Stryker) یک درام پلیسی آمریکایی است که از ۱۳ فوریه ۱۹۸۹ تا ۵ می ۱۹۹۰ از شبکه ای‌بی‌سی پخش شد. تام سلک یکی از تهیه‌کنندگان اجرایی تولید سریال بود. در این سریال برت رینولدز، اوسی دیویس، دانا کامینسکی و ریتا مورنو به ایفای نقش پرداختند. رینولدز همچنین کارگردانی چند قسمت را بر عهده داشت. مدت زمان هر قسمت دو ساعت بود و فیلمبرداری آن تقریباً یک ماه طول کشید.